# Plasenzuela
Plasenzuela – gmina w Hiszpanii, w prowincji Cáceres, w Estramadurze, o powierzchni 36,67 km². W 2011 roku gmina liczyła 500 mieszkańców.